# یوشیدا ۳۹۵۰
سیارک ۳۹۵۰ (به انگلیسی: 3950 Yoshida، نامگذاری:1986CH) سه هزار و نهصد و پنجاهمین سیارک کشف شده است که در ۸ فوریه ۱۹۸۶ کشف شد.